# Lutynia (Lądek-Zdrój)

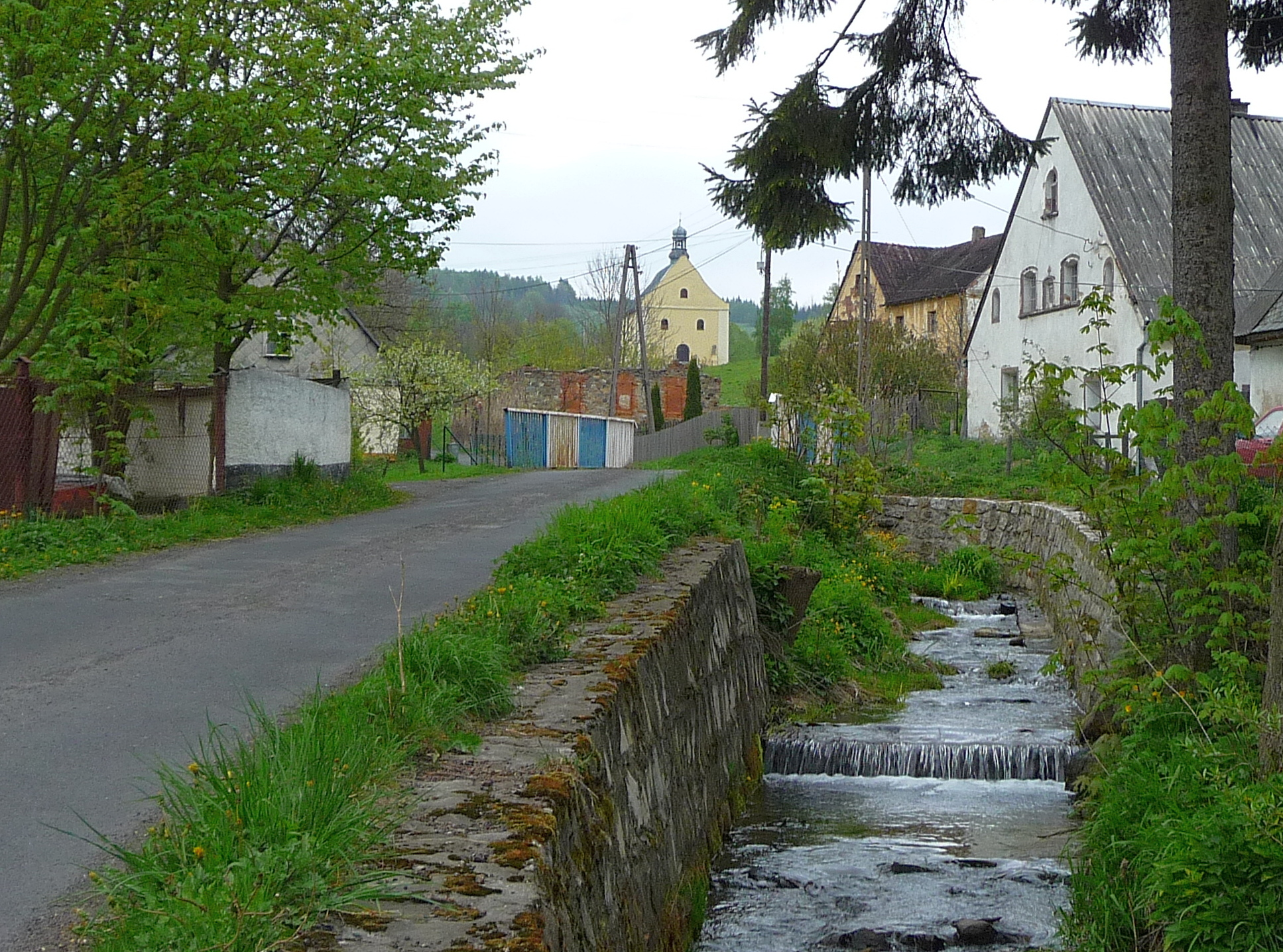
Potok Luta / Leuthenbach

Lutynia (deutsch: Leuthen) ist ein Ort in der Stadt- und Landgemeinde Lądek-Zdrój (Bad Landeck) im Powiat Kłodzki der Woiwodschaft Niederschlesien in Polen. Es liegt am Bach Luta (Leuthenbach) drei Kilometer nördlich von Lądek-Zdrój.

## Geographie
Lutynia liegt im Südosten des Glatzer Kessels im Reichensteiner Gebirge. Es wird über eine Stichstraße erreicht, die in Lądek-Zdrój beginnt und nördlich von Lutynia in Wrzosówka (Heidelberg) endet. Nachbarorte sind Wrzosówka im Norden, Karpno (Karpenstein) im Süden, Lądek-Zdrój und Wójtówka (Voigtsdorf bei Landeck) im Südwesten sowie Orłowiec (Schönau) im Nordwesten. Nördlich erhebt sich die 900 m hohe Heidelkoppe (Borówkowa). Östlich verläuft die Grenze zu Tschechien, das über den Landecker Pass (polnisch Przełęcz Lądecka, tschechisch Landecké sedlo) erreicht wird. Dort befinden sich die Nachbarorte Travná (Krautenwalde) und Zálesí (Waldek).

## Geschichte
Leuthen wurde erstmals 1346 als „Lutein“ erwähnt. Weitere Schreibweisen waren Leutyn (1347), Lithin (1375), Lewthin (1386), Lewten (1412) und ab 1487 Leuten. Es gehörte zur Herrschaft Karpenstein im Glatzer Land, mit dem es die Geschichte seiner politischen und kirchlichen Zugehörigkeit von Anfang an teilte. Nach der Zerstörung der Burg Karpenstein 1443 fiel es als Kammerdorf an die Krone Böhmen. 1684 verkaufte die die Böhmische Kammer Leuthen zusammen mit Oberthalheim, Voigtsdorf, Winkeldorf, Heidelberg, Karpenstein, Wolmsdorf und Konradswalde dem Glatzer Oberregenten und kaiserlichen Rat Sigmund Hofmann († 1698), der vom Kaiser mit dem Prädikat „von Leuchtenstern“ in den Adelsstand erhoben worden war. Dessen Enkel Leopold Reichsgraf von Leuchtenstern verkaufte 1736 Leuthen und andere Dorfschaften an die Kämmerei der Stadt Landeck.
Nach dem Ersten Schlesischen Krieg 1742 und endgültig mit dem Hubertusburger Frieden 1763 fiel Leuthen zusammen mit der Grafschaft Glatz an Preußen. Nach der Neugliederung Preußens gehörte es seit 1815 zur Provinz Schlesien und war zunächst dem Landkreis Glatz eingegliedert. 1818 wurde es in den neu gebildeten Landkreis Habelschwerdt eingegliedert, der aus den Glatzer Distrikten Landeck und Habelschwerdt gebildet worden war und zu dem es bis 1945 gehörte. Seit 1874 gehörte die Landgemeinde Leuthen zum Amtsbezirk Landeck, dem auch die Ortschaften Heidelberg, Karpenstein, Nieder Thalheim, Ober Thalheim, Olbersdorf, Voigtsdorf und Winkeldorf zugewiesen wurden. Nach Auflösung des Amtsbezirks Landeck 1923 wurde Leuthen dem Amtsbezirk Reyersdorf zugewiesen. 1939 zählte Leuthen 208 Einwohner.
Als Folge des Zweiten Weltkriegs kam Leuthen 1945 wie fast ganz Schlesien unter polnische Verwaltung und wurde in Lutynia umbenannt. Die deutsche Bevölkerung wurde vertrieben. Die neu angesiedelten Bewohner waren zum Teil Heimatvertriebene aus Ostpolen, das an die Sowjetunion gefallen war. Nachfolgend wurden viele Häuser und Gehöfte dem Verfall preisgegeben, dadurch ging die Einwohnerzahl deutlich zurück. 1975–1998 gehörte Lutynia zur Woiwodschaft Wałbrzych (Waldenburg).

## Sehenswürdigkeiten
- Kapelle des böhmischen Landesheiligen Johannes von Nepomuk
- Senkrecht stehende Basaltfelsen in Ułęże (Überschaar), südwestlich von Lutynia
- Basaltsteinbruch oberhalb an der Passstraße